# SeeGang

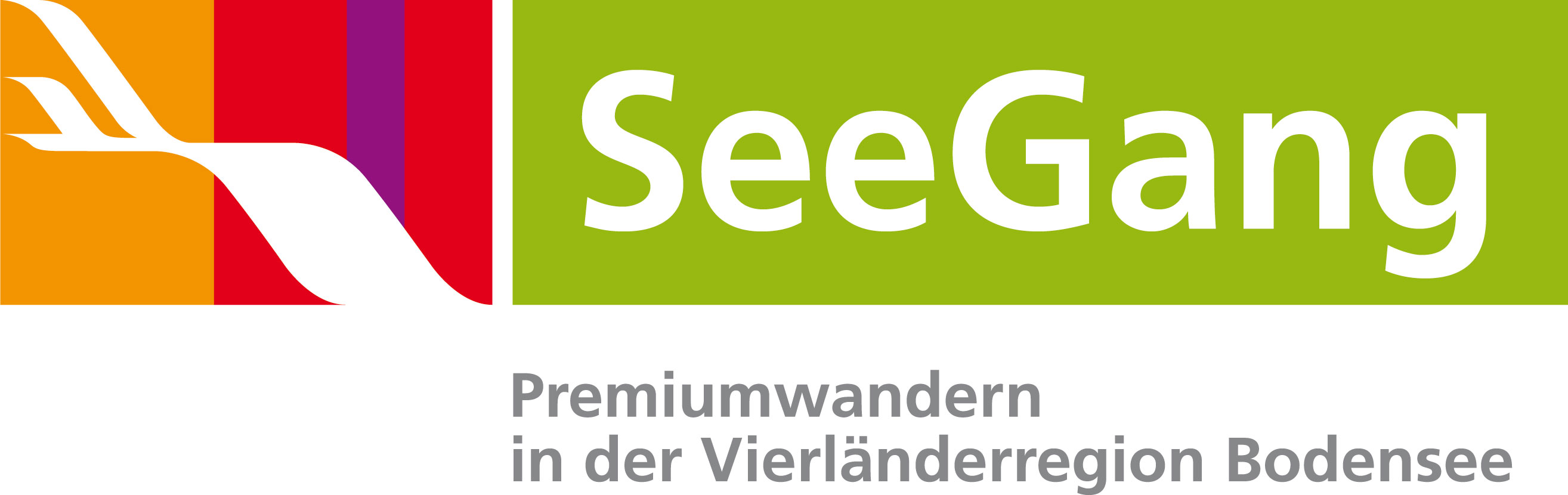
Logo

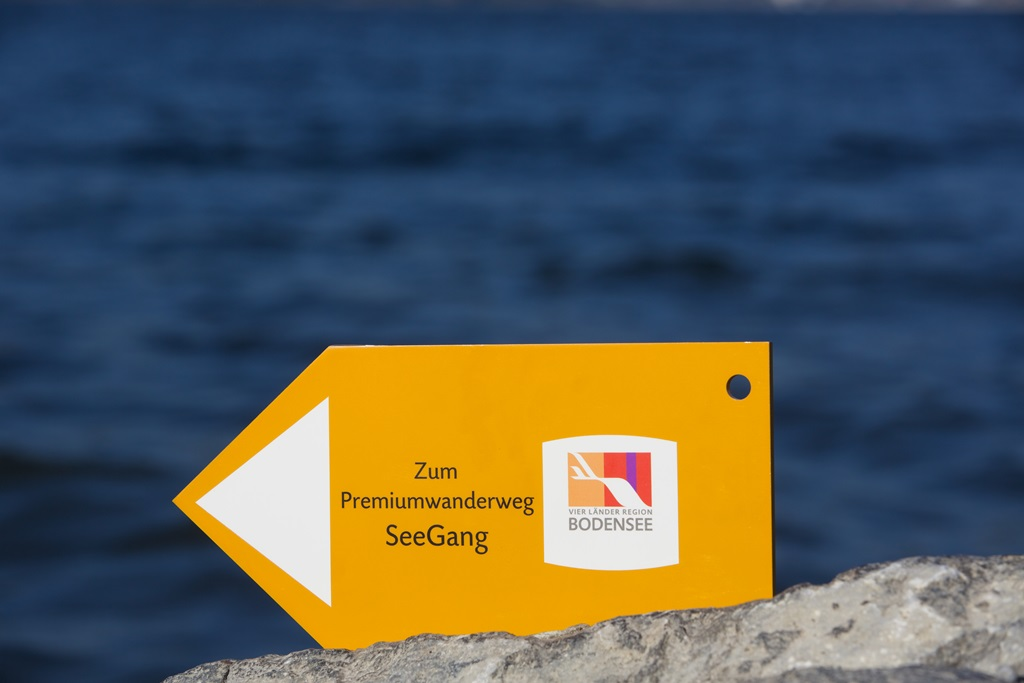
Beschilderung des SeeGangs

Der SeeGang ist ein Fernwanderweg am Bodensee. Er führt weitgehend in Deutschland über eine Strecke von 53,2 Kilometern von Überlingen nach Konstanz bzw. umgekehrt. Es gibt insgesamt 19 Startpunkte, zum Beispiel in Überlingen, Sipplingen, Ludwigshafen, Bodman, Liggeringen, Langenrain und Konstanz. Der gesamte Weg ist mit einem Logo für den SeeGang markiert.
Der SeeGang wurde im November 2014 durch das Deutsche Wanderinstitut mit dem Deutschen Wandersiegel mit 61 Punkten zertifiziert und eröffnet. Die Einrichtung des Wanderwegs war ein Gemeinschaftsprojekt des Landkreises Konstanz und des Bodenseekreises und deren Orte Überlingen, Sipplingen, Bodman-Ludwigshafen, Radolfzell, Allensbach und Konstanz, um den Tourismus in den Regionen entlang vom Bodensee zu fördern.

## Verlauf
Der SeeGang umrundet den Überlinger See genannten Teil des Bodensees und beginnt in Überlingen bzw. Konstanz. Der folgende Verlauf ist ab Überlingen beschrieben. Die erste Etappe führt vom Stadtgarten in Überlingen nach Sipplingen. Über den Spetzgarter Tobel mit seinen steilen Molassefelsen führt der Weg über Streuobstwiesen hinauf zum Aussichtspunkt Torkelbühl. Der Hödinger Tobel ist die nächste Station. Am Aussichtspunkt Zimmerwiese stehen zahlreiche Ruhebänke. Über das Schloss Spetzgart und den Haldenhof folgt der Abstieg über den geologischen Lehrpfad nach Sipplingen.
Bei Überlingen trifft der SeeGang auf die Via Beuronensis, ein Abschnitte des Jakobswegs nach Spanien.

## Sehenswürdigkeiten
Als besonders sehenswürdig gelten die Marienschlucht, der Hödinger Tobel, die Ruine Altbodman, das Kloster Frauenberg, das Naturschutzgebiet Aachried, der Gallerturm in Sipplingen sowie die Blumeninsel Mainau.

## Name
Der Name des Fernwanderwegs spielt offensichtlich, gerade in seinem großgeschriebenen Binnen-G, mit dem Begriff Seegang in der Schifffahrt, also der Beschreibung des Wellenaufkommens bei Wind.